# Petit corps binaire à contact
Pour les articles homonymes, voir Binaire à contact.
Un petit corps binaire à contact (ou en contact) est un couple d'astéroïdes ou de noyaux cométaires qui sont en contact, soit joints directement par leurs noyaux solides (roche/glace), soit au moins connectés par leurs couches de poussières jointes et communes. L'ensemble a alors une allure de cacahuète, d'os ou d'objet allongé.

## Origine
Les objets de ce type se forment par la collision ou la grande proximité de deux astéroïdes qui orbitaient en se rapprochant.

## Exemples
Les astéroïdes suivants sont probablement des binaires à contact :
- (216) Cléopâtre, qui est bilobé, en forme d'os
- (624) Hector, inhabituellement allongé,
- (1981) Midas
- (4769) Castalie, en forme de cacahuète.
- (486958) Arrokoth, survolé par New Horizons le 1er janvier 2019, clairement un binaire à contact, qui a une forme de bonhomme de neige.

Le noyau de la comète 67P/Tchourioumov-Guérassimenko est également un objet binaire en contact.
L'astéroïde (25143) Itokawa, qui a reçu la visite de la sonde Hayabusa en 2013 et a été photographié par celle-ci, semble également être un binaire à contact ou un agglomérat lâche.
L'astéroïde géocroiseur 2014 JO25 s'est révélé être binaire à contact lors de son passage à proximité de la Terre le 19 avril 2017.
Il en serait également de même du transneptunien (612891) 2004 TT357 selon une étude datée de juillet 2017 des astronomes Audrey Thirouin, Scott S. Sheppard et Keith S. Noll.

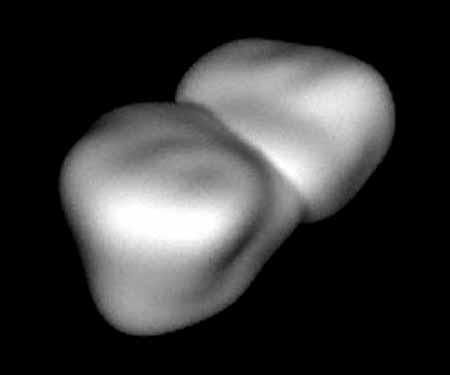
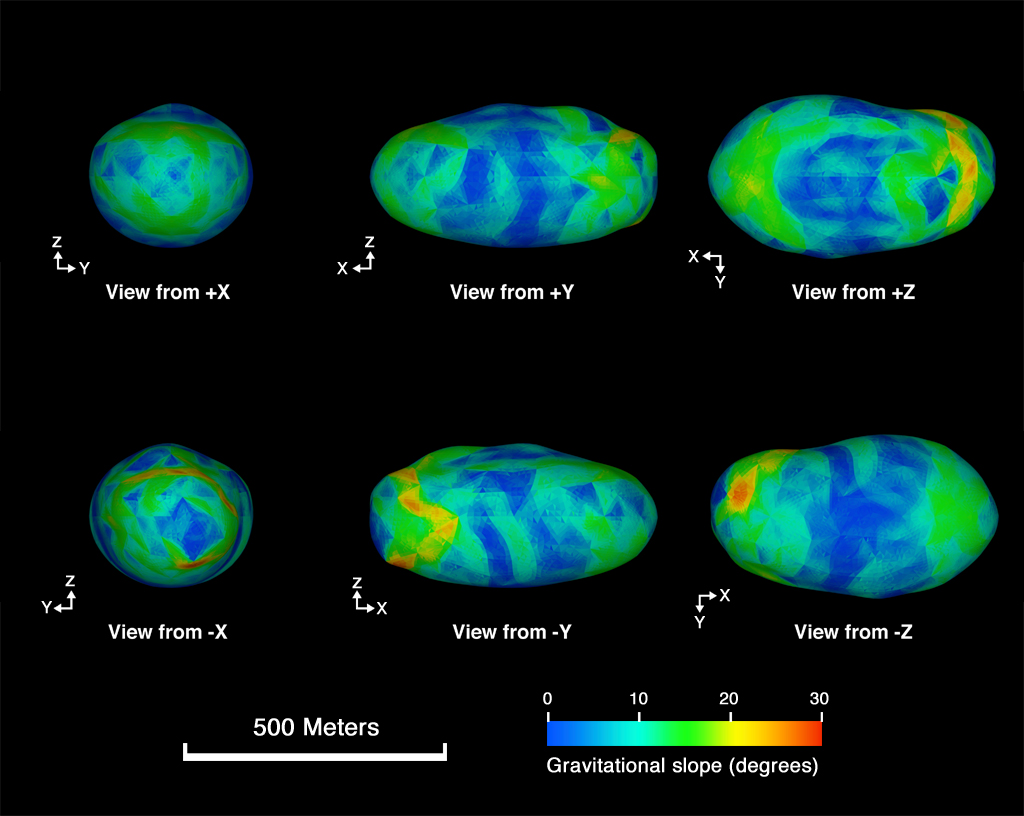
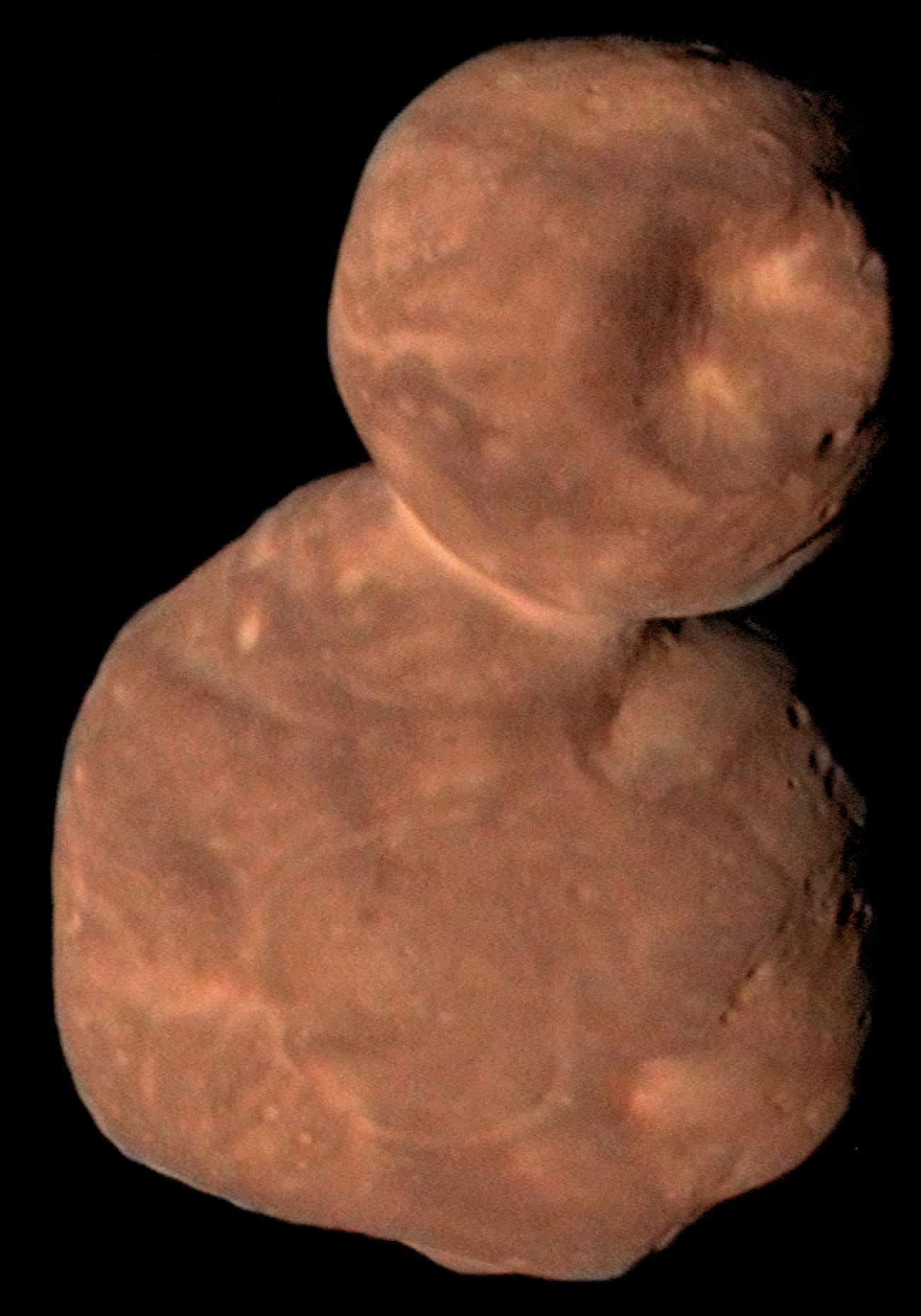

- (216) Cléopâtre
- (4769) Castalie
- (25143) Itokawa
- (486958) 2014 MU69